# Chartreuse de Dülmen
La chartreuse du Château-Notre-Dame (allemand : Marienburg, latin : Castrum Beatæ Mariæ Virginis ) est un ancien monastère de chartreux, fondé en 1476, à Wedderen, près de Dülmen, en Allemagne, une des dernières chartreuses établies au Moyen Âge.

## Histoire
Cette chartreuse est fondée le 31 août 1476, par Gérard de Keppel (†1478), maréchal du duché de Clèves, en mémoire de son fils tué au siège de Neuss en 1475.  Il vit comme un moine dans la nouvelle chartreuse jusqu'à sa mort. La fondation est confirmée par Hermann von Langen, doyen du chapitre de la cathédrale de Münster . 
Au mois de février 1477, trois religieux de Wesel s'installent au château de Wedderen que Gérard a mis à leur disposition, ainsi que toutes les dépendances. Le 21 mai suivant, on pose la première pierre de l'église. La nouvelle fondation est incorporée à l'ordre en 1480, on l'appele d'abord Marienslott puis Marienburg ; en latin Castrum Mariæ ou Castrum Beatæ Mariæ Virginis.
L'épouse du fondateur, Ildegonde Voel (†1497), devenue religieuse augustine, est aussi une protectrice des chartreux , auxquels elle cède, le 7 mai 1488, le château de Waenynck avec la dîme des revenus.  Les fils illégitimes du fondateur et d'autres parents ont par la suite tenté en vain de récupérer la propriété de la chartreuse.  Malgré les procès, constructions et ornementation peuvent être continuées grâce à de nouveaux bienfaiteurs. La chartreuse devient une des plus florissantes de Westphalie.
Dans la première moitié du XVIe siècle, le monastère doit payer une taxe d'un millier de florins pour financer les guerres ottomanes en Europe, ce qui ruine la communauté. 
Entre 1588 et 1596, la chartreuse est la cible d'attaques de soldats espagnols et néerlandais au cours de la guerre de Quatre-Vingts Ans. L'église est pillée et le monastère détruit en 1589, puis de nouveau pendant la guerre de Trente Ans, ce qui force les religieux à l’abandonner momentanément pour trouver refuge à Münster.
Elle décline au XVIIIe siècle. Le recès impérial de 1802, l’attribue à Auguste-Louis-Philippe-Emmanuel de Croÿ. À sa mort, son fils, procède à la dissolution, après avoir obtenu la permission du Saint-Siège. Les religieux peuvent rester à la chartreuse s'ils le désirent. On leur laisse le libre usage du mobilier de leur cellule et on leur paye une pension annuelle pour le reste de leurs jours.
La chartreuse devient le centre d'une agglomération de cultivateurs et d'ouvriers, et ainsi se forme le village de Wederen. L'église demeure affectée au culte. Les appartements du prieur et du procureur sont aménagés pour recevoir le nouveau curé, le sacristain, le garde-forestier et un aubergiste. Les cellules sont toutes démolies ainsi qu'un bon nombre de bâtiments parmi lesquels la tour du Moyen Âge. Les matériaux sont employés à combler les étangs qu'on transforme en prairies.
L'église classée du monastère, dédiée à Saint Jacques, sert maintenant d'église paroissiale. L'autre partie du complexe monastique sert à l'institution catholique, dédiée à Anna Katharina Emmerick, dans laquelle les personnes handicapées vivent et trouvent du travail dans les ateliers de la chartreuse  (Werkstätten Karthaus).

## Prieurs
Le prieur est le supérieur d'une chartreuse, élu par ses comprofès ou désigné par les supérieurs majeurs.
- 1531-1540 : Josse ou Judocus Vredis, enlumineur et artiste.
- 1612-1619 : Théodore Peeters dit Petreius (†1640), licencié de l'université de Cologne, écrivain, historien et théologien.
- Nicolas ou Nicolaus  Messenich ou Mesenich (†1635), treizième prieur, profès de Cologne.

## Architecture

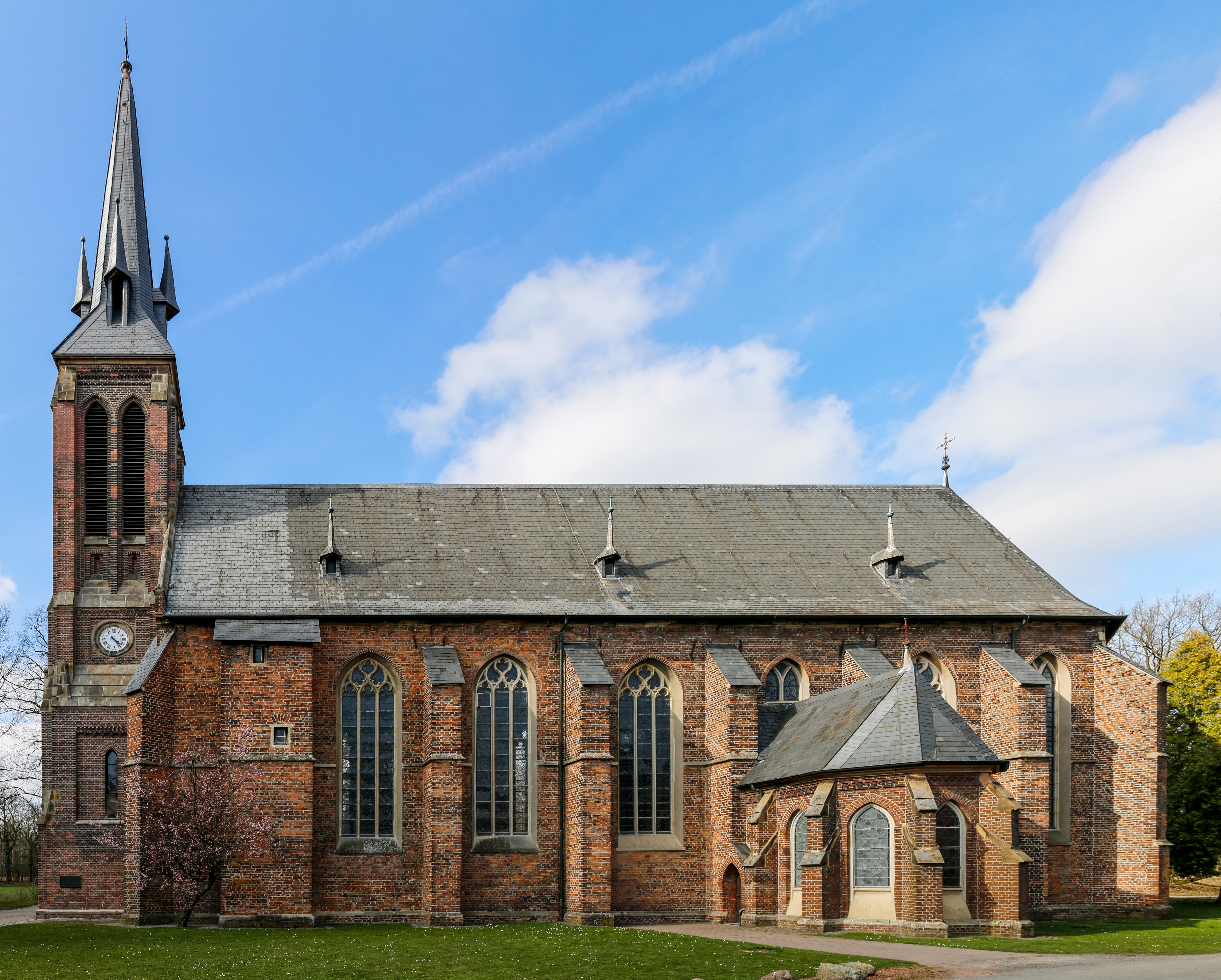
Église Saint-Jacques de Dülmen.

Le château de Weddern a servi de base à la chartreuse. La construction de l'église a commencé peu de temps après la fondation. Le bâtiment a été construit entre 1487 et 1510. La construction n'était pas encore terminée en 1571. Le monastère a été gravement endommagé par les effets de la guerre de la fin du XVIe siècle. Le grand cloître avec les cellules individuelles des moines a été construit au début du XVIIe siècle. Après la sécularisation, la plupart des travaux de construction ont été annulés jusqu'en 1825, à l'exception de l'église du monastère et de quelques dépendances. Depuis lors, l'église a servi d'église paroissiale, dédiée à saint Jacques. En 1872, une tour, une sacristie et un lieu de sépulture pour les ducs de Croÿ ont été reconstruits et l'église a été agrandie dans le style néo-gothique. L'église est à nef unique avec des voûtes nervurées. Elle a six travées étroites et une nef 5/8. Les murs étaient en partie décorés de briques vernissées. Le bâtiment avait un clocheton. À l'ouest, il y a une tour d'escalier rectangulaire qui sert d'escalier à la galerie.  Le jubé, inhabituel pour une église cartusienne, qui séparait la zone des moines de celle des frères laïs, a été remplacé par une grille en fer au XVIIIe siècle.